# يصفور

التركيب الكيميائي لكريبتوزانتين

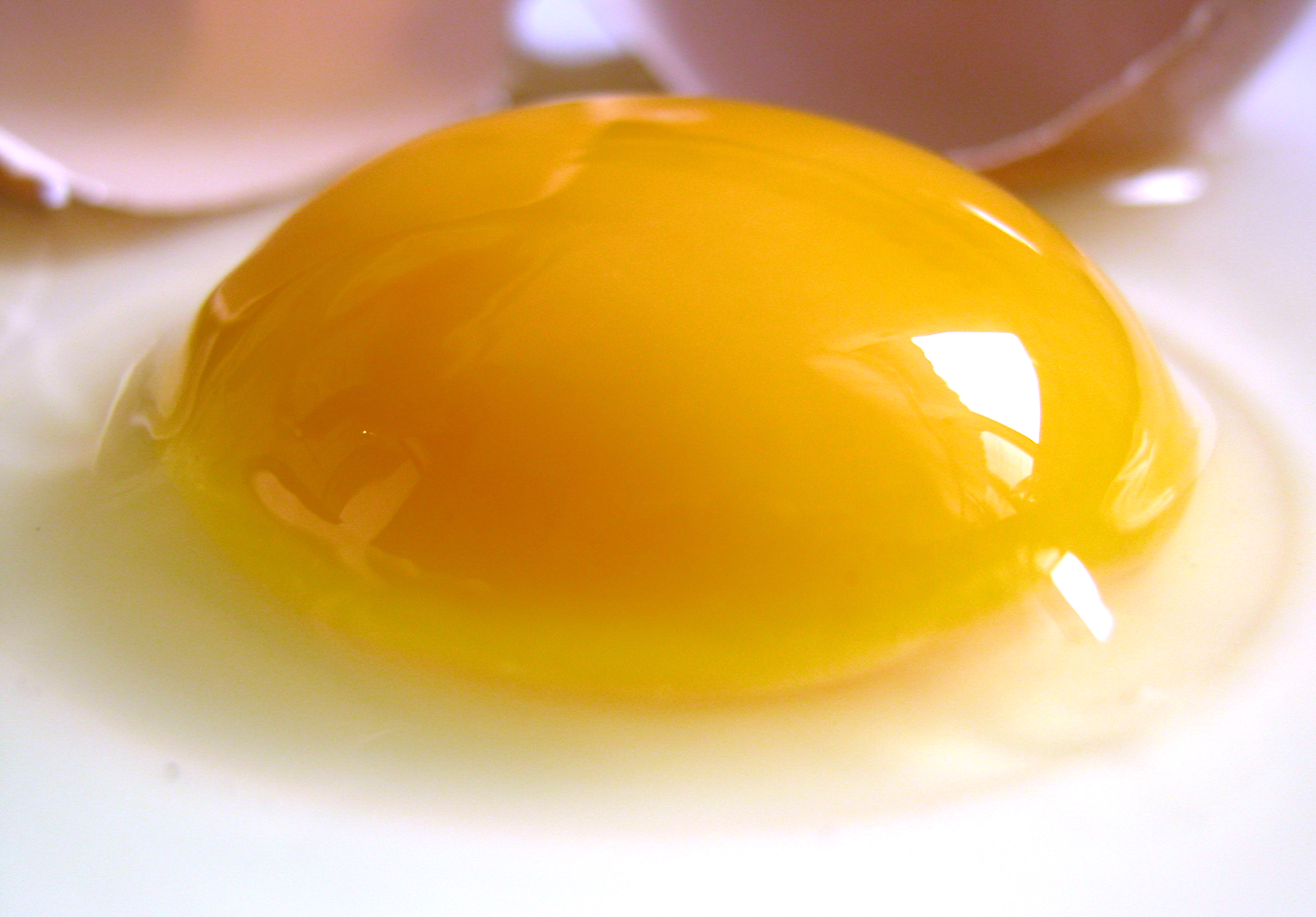
لون صفار البيض هو من لوتين وزياكسانثين الكاروتينات زانثوفيل

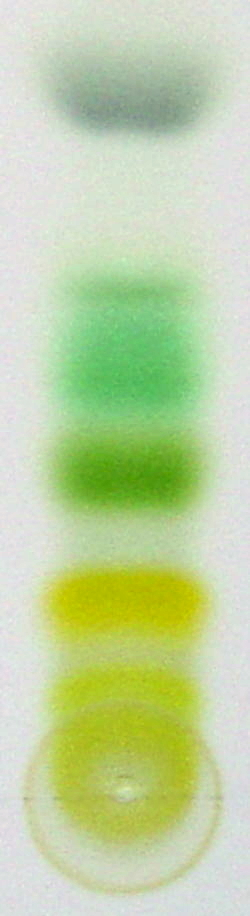
كروموتوجرافى الطبقة الرقيقة يستخدم لفصل مكونات الخلاصة النباتية، وتبين التجربة مع الصبغات النباتية التي أعطت الكروموتوجرافى اسمه. زانزوفيلات النبات تشكل لونا من النطاق الأصفر الزاهي بجانب الأخضر

اليَصْفُور (جمع:اليَصَافير) أو الزانثوفيلات أو زنثوفيل (بالإنجليزية: Xanthophyll)‏ عبارة عن أصبغة صفراء توجد على نطاق واسع في الطبيعة وتشكل أحد الجزئين الكبيرين لمجموعة الكاروتينات. الاسم هو من اليونانية زانثوس (ξανθός، "الصفراء")  و phyllon (φύλλον, "ورقة نبات"),

التركيب الجزيئي بهم يشبه كاروتين، والتي تشكل مجموعة أخرى لتقسيم الكاروتينويدات الرئيسية، ولكن اليصافير تحتوي على ذرات الأكسجين، في حين أن الكاروتينات هي الهيدروكربونات مع عدم وجود الأكسجين . تحتوي اليصافير على الأوكسجين الخاص بهم إما عن طريق هيدروكسيل ق و / أو زوجا من ذرات الهيدروجين التي يتم الاستعاضة عن ذرات الأكسجين التي تعمل كجسر (إيبوكسيد). لهذا السبب، هم أكثر قطبية كيميائية من الكاروتينات الهيدروكربونية البحتة، وهذا هو الفرق الذي يسمح بفصل الكاروتينات في العديد من أنواع إستشراب عادة، الكاروتينات هي أكثر كونها برتقالية في اللون من اليصافير. مثل الكاروتينات الأخرى، وجدت اليصافير تمثل أعلى كمية في الورقة النباتية في معظم النباتات الخضراء، حيث أنها تعمل على تعديل الطاقة الضوئية وربما تكون بمثابة عامل تبريد غير ضوئي للتعامل مع الثلاثي يخضور (شكل مثار من الكلوروفيل) [بحاجة لمصدر]، والتي تنتج بكثرة في ضوء المستويات العالية في عملية التمثيل الضوئي. والزانزوفيلات وجدت في جثث الحيوانات، وفي المنتجات الحيوانية الغذائية، وتستمد في نهاية المطاف من المصادر النباتية في النظام الغذائي. على سبيل المثال، اللون الأصفر من مح بيضة (أحياء) الدجاج، والدهون، والجلد يأتي من اليصافير التي يتم تغذية الدجاج (في المقام الأول لوتين، والتي غالبا ما تضاف إلى علف الدجاج لهذا الغرض) .

## الروابط الخارجية
- Xanthophylls في المكتبة الوطنية الأمريكية للطب نظام فهرسة المواضيع الطبية (MeSH).